# Славяново (Тирговиштська область)
Славя́ново (болг. Славяново) — село в Тирговиштській області Болгарії. Входить до складу общини Попово.

## Населення
За даними перепису населення 2011 року у селі проживали 774 особи.
Національний склад населення села:
| Національність   | Кількість осіб | Відсоток |
| ---------------- | -------------- | -------- |
| болгари          | 347            | 65,5%    |
| турки            | 177            | 33,4%    |
| не визначились   | 5              | 0,9%     |
| Всього відповіли | 530            |          |

Розподіл населення за віком у 2011 році:
Динаміка населення: